# Miroslav Varga
Miroslav Varga (* 21. září 1960, Žatec) je český střelec, olympionik, který získal zlatou medaili ve střelbě na 50 metrů na olympiádě 1988 v Soulu. V roce 1992 se účastnil olympiády v Barceloně, kde skončil na 31. místě, a v roce 2008 olympiády v Pekingu, kde skončil na 29. místě.